# 鹽湖城蜜蜂
鹽湖城蜜蜂(Salt Lake Bees)是美國職棒小聯盟中，隸屬於3A等級太平洋岸聯盟(Pacific Coast League, PCL)的球隊，主場在美國猶他州(Utah)的鹽湖城(Salt Lake City)。目前蜜蜂隊是美國職棒大聯盟洛杉磯天使隊旗下的3A球隊，主場是啟用於1994年的法蘭克林‧考菲球場(Franklin Covey Field)，可容納15500名觀眾。現存的蜜蜂隊是1994年時，另外一隻太平洋海岸聯盟的球隊波特蘭海狸隊遷移至鹽湖城的。
1994年到2001年間，這支球隊的名稱叫做鹽湖城蜂鳴隊(Salt Lake Buzz)，但是在2002年時因為與同樣叫做Buzz的喬治亞理工學院吉祥物有所衝突，在官司敗訴後改名為鹽湖城蜂刺隊(Salt Lake Stingers)。在這一年的秋天，從蜂刺隊被徵召上大聯盟安那罕天使隊的投手約翰‧雷基(John Lackey)在世界大賽第七場中替天使拿下重要的勝利，這也是近百年來頭一個在世界大賽第七戰拿下勝投的菜鳥投手。
2005年十月二十七日，蜂刺隊宣布將隊名再次更改為鹽湖城蜜蜂隊(Salt Lake Bees)，這也是鹽湖城的職棒球隊從1915年至1926年間參與太平洋海岸聯盟賽事時最初使用的隊名。根據蜜蜂隊官方的聲明稿中記載：「蜜蜂隊的所有人賴瑞‧米勒(Larry H. Miller)宣佈：鹽湖城蜂刺隊即日起正式更名為鹽湖城蜜蜂隊，新的隊徽、代表色，以及制服也將一併公佈。這項改變將讓鹽湖城的棒球重新回到它傳統的光榮，也就是1915年時猶他州第一支加盟太平洋海岸聯盟的蜜蜂隊。」
蜜蜂隊原本的老闆是喬‧布薩斯，在他不幸於2003年過世之後，球隊由美國職業籃球聯盟(NBA)猶他爵士(Utah Jazz)的老闆拉里·H·米勒接手經營。